# 朱邃𡓱
慶懷王朱邃𡓱（1445年—1479年），明朝第三代慶王，康王朱秩煃的庶第一子。他在景泰七年（1457年）正月受封平源王，天順元年（1457年）四月受封平凉王，成化七年（1471年）晉封慶王。他在位八年。成化十五年（1479年）朱邃𡓱去世，無子，兩年後其弟岐陽王朱邃塀嗣位。